# Filoxeno de Eretria

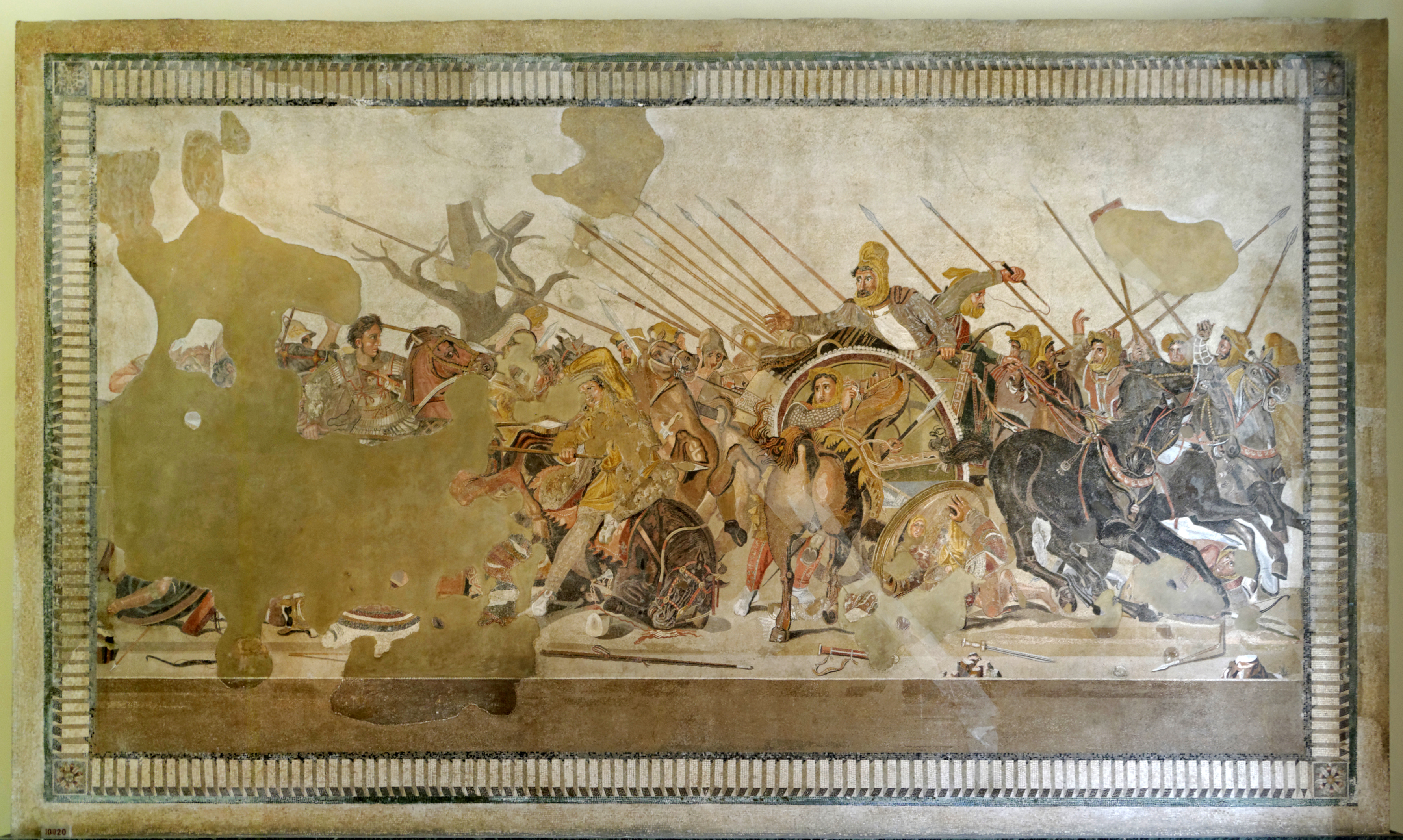
Mosaico de Issos en Pompeya

Filoxeno fue un pintor de la Antigua Grecia nacido en la polis de Eretria, que trabajó en la segunda mitad del siglo IV a. C.
Según Plinio el Viejo fue discípulo de Nicómaco y descubrió nuevos procedimientos que facilitaban la rapidez de la ejecución: según ciertos testimonios realizó pinturas funerarias en solamente dos horas.
Aparentemente muy célebre en vida, ejerció su talento en la corte de los reyes de Macedonia Filipo II, Alejandro Magno y sus sucesores. 
Su obra maestra fue la pintura de la Batalla de Alejandro contra Darío III, en el que se cree que está inspirado el mosaico del Museo Arqueológico de Nápoles, encontrado en 1831 en la Casa del Fauno de Pompeya. Según Plinio fue un encargo de Casandro. Algunos especialistas han datado la pintura después de la Batalla de Issos, otros en torno al 317-316 a. C.
Otras obras que se le atribuyen son las halladas en las tumbas reales de Egas.